# Вилье де Лиль-Адан, Жан де
Жан де Вилье, граф де Лиль-Адам (фр. Jean de Villiers de L’Isle-Adam; 1384 — Брюгге, 22 мая 1437) — губернатор Парижа во время осады города в 1429 году, маршал Франции и кавалер ордена Золотого руна.

## Биография
Жан де Вилье был сыном Пьера II де Вилье (ум. 1399) и Жанны де Шатильон и происходил из знатного французского рода. В 1415 году попал в плен к англичанам при осаде Арфлёра и был отпущен за выкуп. Карл VI Французский сделал его лесничим (фр. maître des eaux et forêts) в Нормандии. В том же 1415 году он был ранен в битве при Азенкуре.
Во время войны бургундцев и арманьяков Жан де Вилье присоединился к партии бургундцев и стал одним из её вождей. 29 мая 1418 года он сумел захватить Париж и был причастен к последовавшей за этим резне, во время которой погиб Бернард VII, граф Арманьяк. В том же году бургундский герцог Жан Бесстрашный назначил его маршалом Франции вместо Жана II ле Менгра, попавшего в плен при Азенкуре.
Он удачно защищал Бове от англичан, но в 1420 году Томас Бофор захватил Париж и бросил Жана в Бастилию. Освобождённый в 1422 году, он стал сражаться на стороне Джона Ланкастера и осаждал Мёлан. Снова назначенный маршалом Франции, он поступил на службу Филиппу Доброму, герцогу Бургундии, и стал его советником. В октябре 1426 года он стал губернатором графства Голландия и помогал Филлипу Доброму во время «Войны крючков и трески». В 1429 году снова стал губернатором Парижа и удачно защищал город во время осады Парижа войсками Жанны Д’Арк. В 1430 году стал одним из первых 24 рыцарей основанного Филиппом Добрым ордена Золотого руна.
В 1432 году он осаждал Ланьи-сюр-Марн, а в 1435-м захватил Сен-Дени. После заключения Аррасского мира между Францией и Бургундией он вернулся на французскую службу при короле Карле VII и сражался с англичанами при Понтуазе и Париже.
Лиль-Адан был убит 22 мая 1437 года в Брюгге во время перестрелки между горожанами Брюгге и отрядами, сопровождавшими Филиппа Доброго. Его похоронили в соборе святого Донатиана в Брюгге.

## Потомки
Внуком Жана де Вилье был Филипп де Вилье де л’Иль-Адам, магистр ордена госпитальеров во время обороны Родоса в 1522 году.